# Tanesia Vassell
Tanesia Jodi Vassell (* 15. Juli 1981 in Stony Hill) ist eine jamaikanische Fußballnationalspielerin.

## Leben
Vassell ging an der Dunrobin High School in Kingston zur Schule und machte hier 1999 ihren Abschluss. 2009 verließ sie ihre Heimat und begann in den USA am Western Texas College ein Studium, welches sie im Frühjahr 2011 erfolgreich abschloss.

### Fußball-Karriere

#### Im Verein
Vassell startete ihre Karriere in ihrer Geburtsstadt mit dem STONY Hill FC. Sie spielte für ihren Verein bis Frühjahr 1999 bei Stony Hill, bevor sie Harbour View United ging.
Nach der Station bei Harbour View United in ihrer Heimat, wo sie in der Saison 2006/07 Meister wurde, ging sie im August 2009 für ihr Studium an das Western Texas College, wo sie für die WTC Westerners in der NJCAA Region 5 spielte. Sie war in ihren drei Jahren Stammspielerin und ging nach ihrem Abschluss im Frühjahr 2011 nach Holland zum FC Twente Enschede. Im April nach nur zwei Monaten beim FC Twente kehrte sie in die USA zurück und unterschrieb in der USL W-League beim FC Indiana. Sie spielte ein halbes Jahr für Indiana und kam in der W-League nur sporadisch zum Einsatz, weshalb sie im November 2011 nach Jamaika zurückkehrte. Seither spielt sie erneut in der höchsten jamaikanischen Frauenliga für Harbour View United.

#### Nationalmannschaft
Vassell ist seit 2006 A-Nationalspielerin für die Jamaikanische Fußballnationalmannschaft der Frauen und gegenwärtig Mannschaftskapitänin. Sie lief bislang 27-mal für die Mannschaft auf und erzielte zwei Tore.